# Oswald Skippings
Oswald O’Neil Skippings (* 1953 auf Grand Turk Island) ist ein Politiker der People’s Democratic Movement (PDM) der Turks- und Caicosinseln, der unter anderem 1980 sowie erneut zwischen 1988 und 1991 Chief Minister der Turks- und Caicosinseln war.

## Leben
Skippings absolvierte ein Lehramtsstudium am Mico Teachers College in Jamaika und war anschließend als Lehrer tätig. Daneben engagierte er sich als Pastor der Firm Foundation Ministries. Bei den Wahlen 1976 wurde er als jüngster Abgeordneter für die People’s Democratic Movement (PDM) zum Mitglied des Parlaments (House of Assembly) gewählt. Unmittelbar nach der Wahl wurde er vom ersten Chief Minister James Alexander George Smith „Jags“ McCartney im August 1976 auch in die erste Regierung dieses in der Karibik liegenden britischen Überseegebiets berufen. Nachdem Chief Minister McCartney am 9. Mai 1980 bei einem Flugzeugabsturz über New Jersey ums Leben gekommen war, übernahm Skippings am 19. Juni 1980 selbst das Amt des Chief Minister. Er hatte dieses Amt bis November 1980 inne und musste es dann nach der Wahlniederlage der PDM an Norman Saunders von der Progressive National Party (PNP) abtreten. Trotz der Wahlniederlage blieb er Führer der PDM und übte diese Funktion bis 1984 aus, woraufhin Clement Howell neuer Parteiführer wurde. Nachdem plötzlichen Tode Howells 1987 wurde er allerdings erneut Vorsitzender der PDM.
Nachdem die PDM bei den Wahlen vom 3. März 1988 elf der 13 Sitze im Parlament erdrutschartig gewonnen hatte, wurde Skippings am 3. März 1988 zum zweiten Mal Chief Minister der Turks- und Caicosinseln und leitete als solcher mehrere soziale und verfassungsmäßige Veränderungen ein. Zugleich übernahm er in seinem Kabinett auch die Ämter als Minister für Tourismus, Kommunikation und Verkehr. Im April 1991 verlor seine PDM allerdings die Parlamentswahlen, woraufhin Washington Misick von der PNP neuer Chefminister wurde. 
Im Juli 2012 wurde Skippings als Nachfolger von Derek Taylor abermals Oppositionsführer. Bei den darauf folgenden Wahlen erlitt die PDM eine knappe Niederlage gegen die PNP und erhielt sieben der 15 Sitze im House of Assembly. Im November 2016 folgte ihm die heutige Premierministerin Sharlene Cartwright-Robinson als Oppositionsführerin.
Skippings ist verheiratet und Vater von fünf Kindern.